# Bart de Graaff Foundation
De Bart de Graaff Foundation is een stichting die in 2002 is opgericht ter nagedachtenis aan de Nederlandse programmamaker en oprichter van BNN Bart de Graaff, die overleed aan een nierziekte.
De stichting heeft als doel om jonge mensen met een levensbepalende lichamelijke beperking of chronische ziekte te helpen bij het starten van hun eigen bedrijf. Deze ondernemers worden door de stichting "Onbeperkte Ondernemers" genoemd, voorheen bekend als "Bikkels", een bijnaam die Bart de Graaff ook had. 
De stichting heeft diverse ambassadeurs, waaronder bekende Nederlanders, die zich voor de stichting inzetten.
De stichting is een algemeen nut beogende instelling en beschikt over het CBF-keurmerk.

## Activiteiten
De Bart de Graaff Foundation biedt ondersteuning op diverse manieren, waaronder organisatorische hulp, persoonlijke en zakelijke coaching, het vergroten van zichtbaarheid, financieel advies, en hulp bij het vinden van sponsoren. Dit alles is gericht op het succesvol en zelfstandig opzetten van een bedrijf.
De stichting werkt samen met mentorbedrijven die de "Onbeperkte Ondernemers" gedurende een jaar begeleiden bij het opzetten van hun bedrijf. De stichting zorgt voor financiële ondersteuning waar nodig en organiseert bijeenkomsten voor zowel de ondernemers als de mentoren.
Naast het ondersteunen van startende ondernemers organiseert de Bart de Graaff Foundation ook evenementen om geld in te zamelen voor onderzoek naar nierziekten. Een voorbeeld hiervan is de "Nacht van Bart", een sponsorrun die langs belangrijke plekken uit het leven van De Graaff gaat.
Daarnaast heeft de stichting een secundaire doelstelling: het promoten van orgaandonatie. De voorzitter van de stichting, Mirjam de Graaff, is ook ambassadeur voor de Nierstichting. In die rol zet zij zich in om orgaandonatie en de draagbare kunstnier meer toegankelijk te maken.